# Hauptstadt der deutschen Schiffahrt
Der Begriff Hauptstadt der deutschen Schiffahrt bezeichnete die Hansestadt Hamburg in der Zeit des Nationalsozialismus. Mit dieser Bezeichnung einhergehend begannen die Planungen zum massiven Umbau der Stadt, ähnlich wie Berlin als Welthauptstadt Germania. Federführender Architekt war Konstanty Gutschow, der ab dem 1. April 1939 den Titel Architekt des Elbufers trug.

## Planungen
Das neue zentrale Element am Elbufer sollte das so genannte Gauhaus werden. Es wurde mit einer Höhe von 250 Metern geplant und sollte seinen Platz auf Höhe des heutigen Altonaer Balkons finden. Es sollte damit fast doppelt so hoch werden wie die die Silhouette prägende Michaeliskirche. An das Gebäude sollten sich ein Gauforum als Aufmarschplatz und eine Volkshalle anschließen. Die Kapazität des Forums sollte 50.000 Menschen betragen.
Der Platz selbst sollte auf der vom Ufer abgewandten Seite von niedrigen mehrstöckigen Gebäuden begrenzt werden. An seinem Ende und gegenüber dem geplanten Gauhaus sollten zwei mittelhohe Torgebäude die nachfolgende Uferpromenade einleiten. Das Ufer selbst war für weitere niedrige Gebäudereihen vorgesehen. An der neuen repräsentativen Hafenpromenade sollten künftig die Schiffe der nationalsozialistischen Freizeitorganisation Kraft durch Freude anlegen.
Erklärtes Ziel der Planungen war es ebenfalls das Hamburger Zentrum von der Alster an das Elbufer zu verlegen. Die Stadt sollte darüber hinaus durch eine erhebliche Durchgrünung baulich aufgelockert und in diesem Zusammenhang das industriell geprägte Stadtbild durch Betriebsverlagerung aufgebrochen werden. So sollten die im Hafen ansässigen Fischereien nach Wedel-Schulau und weitere Industrie auf die Kattwyk-Halbinsel ausgelagert werden. Der kriegswichtige Mineralölhafen in Waltershof sollte wegen erwarteter Bombenangriffe aufgelöst und dezentral verteilt werden.
Ebenso von zentraler Bedeutung sollte eine gewaltige Hängebrücke sein, die mit ihren Ausmaßen die kurz vorher eröffnete Golden Gate Bridge in San Francisco in den Schatten stellen sollte. Diese Elbbrücke sollte eine Spannweite von 750 Meter und eine Höhe von 180 Meter haben. Das Design der Brücke war dem der Golden Gate Bridge und der Brooklyn Bridge in New York City entlehnt. Ihr Standort sollte sich auf Höhe des neuen Elbtunnels befinden.
Die Kosten für den Umbau sollten sich auf 1,6 Milliarden Reichsmark belaufen und die Bauarbeiten 1965 abgeschlossen sein.

## Zwangsarbeit
Ab Ende der 1930er Jahre wurden für die Baumaßnahmen Häftlinge des KZ Neuengamme, als direkt vor der Stadt gelegen, eingesetzt. Da für die zu entstehenden Gebäude vor allem Klinkersteine benötigt wurden, wurden die Häftlinge unter menschenunwürdigen Bedingungen in Tongruben eingesetzt. Für den Transport der gebrannten Steine arbeiteten sie parallel an einem Stichkanal zum Hamburger Hafen.